# École internationale américaine d'Alger
L'École internationale américaine d'Alger (en anglais : American International School of Algiers; en arabe : المدرسة الدولية الأمريكية بالجزائر; en berbère : Aɣerbaz Agreɣlan Amarikani n Dzayer), abrégé en AISA, est une école primaire privée internationale se trouvant à Alger, en Algérie. Elle propose un programme académique pour les élèves anglophones allant de la maternelle jusqu'à la septième année, enseigné par des instituteurs américains.

## Histoire
Depuis le début de 2004, Beatrice Cameron, responsable régionale de l'éducation du Bureau des écoles d'outre-mer du département d'État américain, a commencé à effectuer des visites annuelles pour étudier la faisabilité de l'ouverture d'une école américaine en Algérie. L'ambassade américaine a également entamé des négociations avec le gouvernement algérien. Lors de la deuxième session du dialogue stratégique États-Unis–Algérie en avril 2014, le secrétaire d'État John Kerry et le ministre algérien des affaires étrangères Ramtane Lamamra ont annoncé leur intention d'ouvrir une école internationale américaine à Alger.
Près de deux ans plus tard, un accord a été signé à Washington le 29 décembre 2015 par l'ambassadeur algérien aux États-Unis, Madjid Bouguerra, et Anne Patterson, secrétaire d'État adjointe aux affaires du Proche-Orient, représentant les deux gouvernements. L'accord a été approuvé en mars 2016.

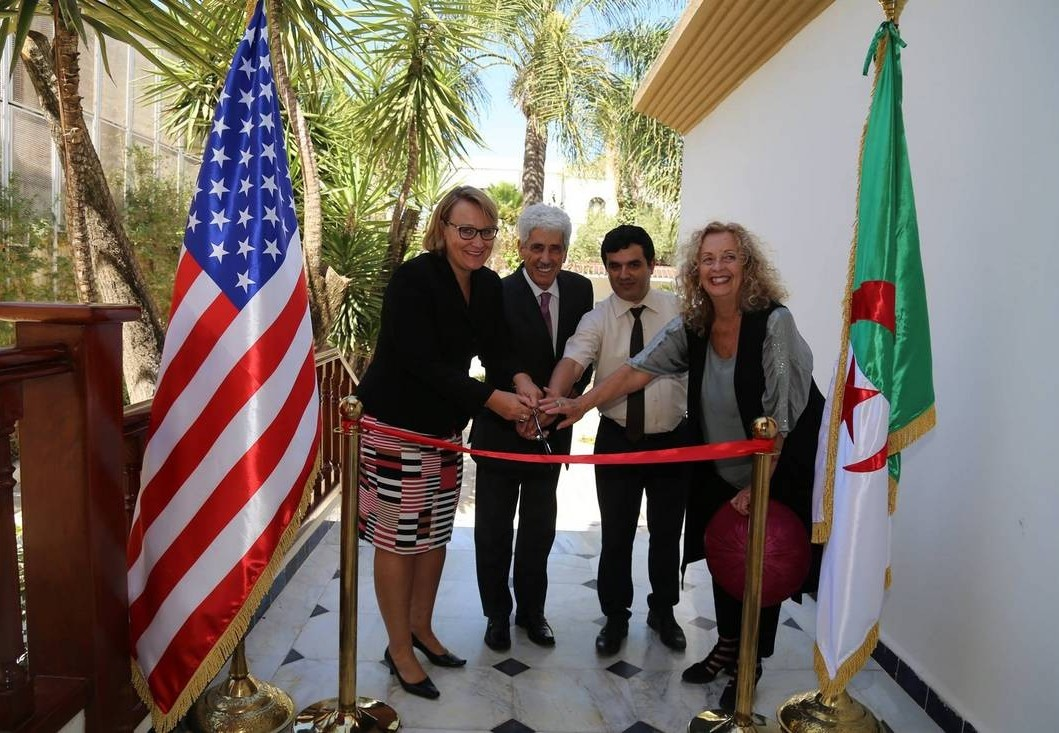
Inauguration de l'AISA.

Le 22 août 2016, l'ambassadeur américain en Algérie Joan Polaschik, le directeur général des Amériques au ministère algérien des Affaires étrangères Larbi Katti, le directeur des études juridiques et de la coopération au ministère algérien de l'Éducation nationale Boubaker Bouazza, et la directrice d'AISA Judith Drotar ont mené une cérémonie d'inauguration officielle de l'école. Le lendemain, l'école a ouvert ses portes aux élèves pour la toute première fois.
D'importantes contributions à l'AISA ont été faites par l'École américaine de Tripoli (Libye) et l'École américaine de Tanger (Maroc), mais la première a dû fermer ses portes en mars 2011 en raison de la guerre civile libyenne. Cependant, le matériel de l'école et toute sa bibliothèque ont été sauvegardés puis expédiés à Tanger et stockés à l'École américaine s'y trouvant jusqu'à ce qu'ils puissent être transférés à Alger en 2016.
Le logo d'AISA a été conçu par l'artiste graphique américain Cole Williams. Représentant l'arbre de la connaissance, l'olivier a été choisi parce qu'il est typique de la région méditerranéenne et que ses branches représentent la paix dans de nombreuses cultures.

## Gouvernance
L'AISA est dirigée par un conseil d'administration. Guidés par une constitution et un règlement interne, les membres du conseil approuvent toute sorte de programmes, budgets et autres sujets significatifs, notamment la mise en place de stratégies, la conduite des campagnes de collecte de fonds et l'assistance aux relations publiques. Les membres se réunissent au moins quatre fois par an, dont une réunion ouverte aux parents.
Le président du conseil d'administration est le chef de mission de l'ambassade des États-Unis en Algérie qui nomme les quatre autres administrateurs. Une majorité des membres doivent être des citoyens américains. Les membres actuels du conseil d'administration de l'AISA sont :

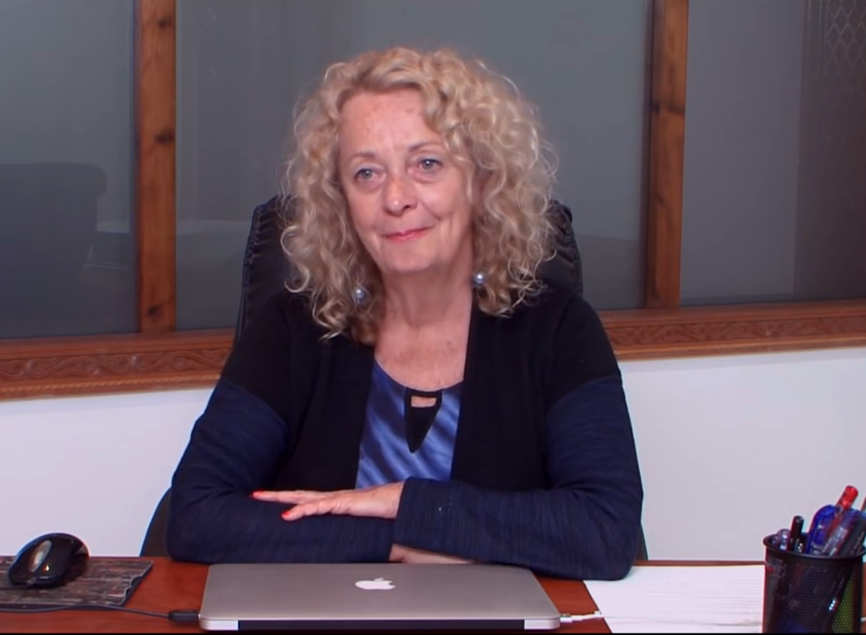
Judith Drotar, directrice de l'AISA.

- L'ambassadeur des États-Unis John Desrocher, président du conseil d'administration ;
- Suzanne Inzerillo, vice-présidente du conseil d'administration ;
- Virginia Elliott, secrétaire du conseil d'administration ;
- Georges Assi, membre trésorier ;
- Ramz Hamzaoui, chargé des finances et de la collecte de fonds.

L'école a également un directeur, un poste qui est occupé par Judith Drotar depuis l'ouverture de l'AISA.

## Financement
L'AISA est une école privée et n'est donc pas financée par le gouvernement algérien ni par le gouvernement américain. Étant donné que tous les fonds de l'école doivent provenir des frais de scolarité, les élèves acceptés doivent payer des frais d'inscription de 200 dollars américains plus des frais de scolarité de 30 000 dollars pour l'année scolaire 2020–2021. Ces frais couvrent les coûts de fonctionnement de l'école qui incluent les salaires, le matériel pédagogique, les livres, l'équipement et certaines activités extrascolaires. L'école est également autorisée à recevoir des fonds de l'association à but non lucratif Friends of the American International School in Algeria, enregistrée à Princeton, New Jersey, en tant qu'organisation 501c3.

## Campus

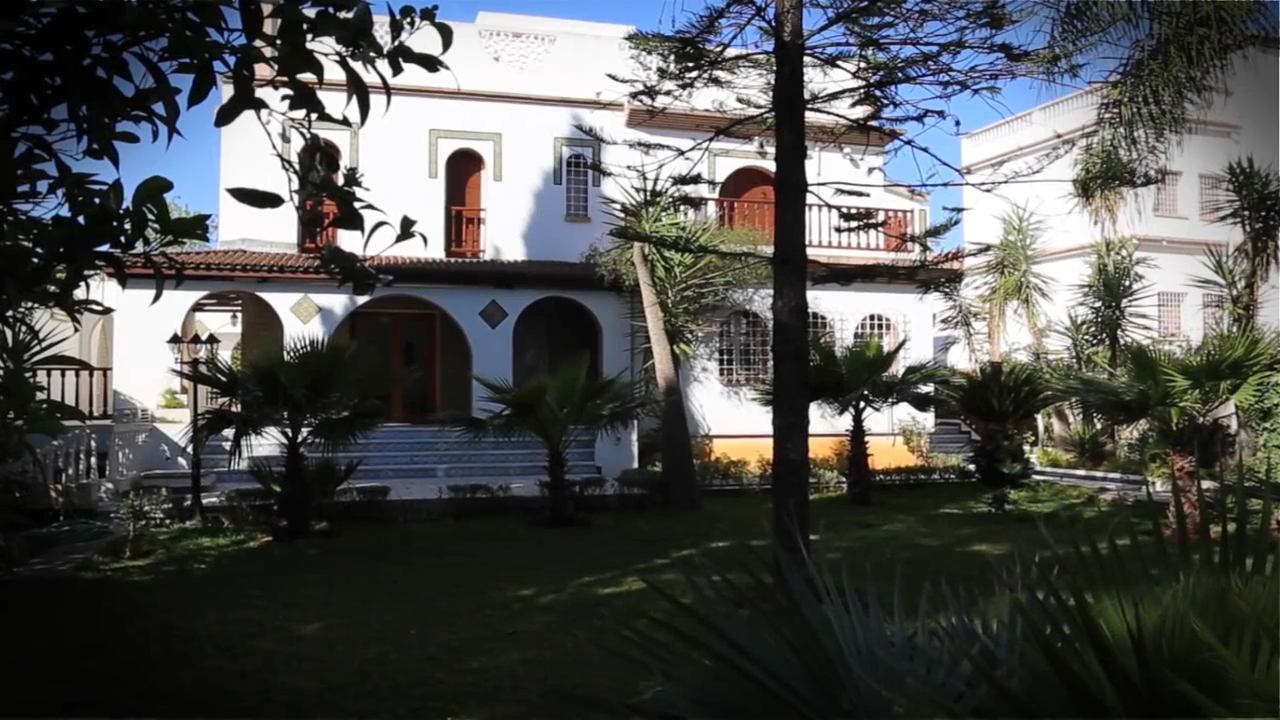
Villa de l'AISA à Ben Aknoun, Alger.

L'école est implantée dans une grande villa à plusieurs étages située à Chemin Mackley, Ben Aknoun, Alger, qui est une zone diplomatique où se trouvent plusieurs ambassades et résidences diplomatiques. Elle est dotée d'un jardin en façade avec des équipements de jeu et d'un jardin à l'arrière avec des bancs, des sièges couverts et des filets de football. Les portes du campus sont ouvertes en semaine (du dimanche au jeudi) de 7h30 à 16h00.
L'établissement comprend également une bibliothèque baptisée The Bea Cameron Library, située au premier étage de la villa de l'école. Il s'agit du centre d'information de l'école et est mis à la disposition de tous les élèves et de leurs familles. Les élèves se rendent à la bibliothèque pour la séance de lecture et pour un échange de livres hebdomadaire avec leur classe. La collection principale, qui compte plus de 5 000 volumes, provient de l'ancienne École américaine de Tripoli, à laquelle ont été rajoutés plus de 650 nouveaux titres commandés spécialement pour l'école.

## Programme pédagogique
Le programme de l'AISA s'adresse aux élèves de la maternelle jusqu'à la septième année. Soutenue par le Bureau des écoles d'outre-mer du département d'État américain, l'école propose un programme scolaire américain basé sur les recommandations du projet AERO (American Education Reaches Out), afin de faciliter l'éventuel transfert des élèves vers d'autres écoles américaines ou anglophones internationales.
Le programme de l'école, qui est enseigné par des instituteurs américains avec le soutien d'un personnel algérien, permet particulièrement aux élèves de découvrir les différentes cultures du monde, y compris celles de l'Algérie. Les élèves suivent des cours d'art, de lecture, de TIC, de musique, d'EPS et de français conversationnel. Le programme comprend également l'enseignement de la langue arabe, de l'histoire, de la géographie et de la culture algériennes pour les élèves algériens. L'école exclut tout enseignement théologique.
Dans l'éventualité où l'école deviendrait une école K-12 à l'avenir, l'accord signé entre l'Algérie et les États-Unis précise que les diplômes délivrés par l'AISA seront reconnus par le ministère algérien de l'éducation nationale.

## Élèves et admission
L'AISA est ouverte aux étudiants anglophones de cinq à treize ans vivant à Alger. Pendant l'année scolaire 2019–2020, 27 élèves de 17 nationalités différentes y sont inscrits, la majorité d'entre-eux ayant déjà fréquenté des écoles anglophones dans d'autres pays. Pour l'instant, l'école n'offre pas de soutien supplémentaire Anglais langue étrangère et ne prend pas en charge les élèves ayant des besoins éducatifs particuliers en raison de son « manque de ressources »,. L'admission de tous les élèves est déterminée par le Comité d'admission en fonction de l'âge de l'enfant, de son dossier scolaire, d'un examen écrit, d'un entretien et des places disponibles.